# Nelsia
Nelsia é um género botânico pertencente à família Amaranthaceae.

## Espécies
- Nelsia angolensis
- Nelsia quadrangula
- Nelsia tropidogyna